# III (альбом Bosse-de-Nage)
III — третий студийный альбом американской блэк-метал-группы Bosse-de-Nage, выпущенный 26 июня 2012 года на лейбле Profound Lore Records. Это первый альбом группы на этом лейбле. Альбом представляет собой нечто среднее между блэк-металом и мат-роком с элементами различных жанров, таких как шугейз, пост-хардкор, скримо и инди-рок. Звучание альбома также сравнивалось с различными музыкальными коллективами, такими как Slint, Mogwai, Godspeed You! Black Emperor, Deathspell Omega и Blut Aus Nord. Альбом получил положительные отзывы от критиков.

## Список композиций
| №                   | Название                   | Длительность |
| ------------------- | -------------------------- | ------------ |
| 1.                  | «The Arborist»             | 6:18         |
| 2.                  | «Desuetude»                | 7:29         |
| 3.                  | «Perceive There a Silence» | 6:53         |
| 4.                  | «Cells»                    | 5:41         |
| 5.                  | «The God Ennui»            | 10:26        |
| 6.                  | «An Ideal Ledge»           | 9:21         |
| Общая длительность: | Общая длительность:        | 46:12        |

## Участники записи
- D. — бас-гитара
- H. (Harry Cantwell) — ударные
- B. (Bryan Manning) — вокал
- M. — гитара